# Giorgio Cittadini
Giorgio Cittadini, né le 18 avril 2002 à Gardone Val Trompia, est un footballeur italien qui évolue au poste de défenseur central au Genoa CFC, en prêt de l'Atalanta Bergame.

## Biographie

### Carrière en club
Cittadini fait ses débuts avec l'équipe première de l'Atalanta le 9 janvier 2022, remplaçant Berat Djimsiti à la 90e minute d'une victoire 6-2 en Serie A contre l'Udinese, à l'extérieur.

### Carrière en sélection
Le 22 septembre 2022, il fait ses débuts avec l'équipe d'Italie espoirs, jouant la seconde mi-temps d'un match amical contre l'Angleterre.

## Palmarès
| Atalanta Bergamo - Campionato Primavera (1) - Champion en 2019-2020 (it) - Supercoupe Primavera (1) : - Vainqueur : 2020 (it). |